# فروشگاه پلی‌استیشن
فروشگاه پلی‌استیشن (انگلیسی: PlayStation Store) یا پی‌اس استور یک فروشگاه رسانه دیجیتال برای  کاربران کنسول‌های پلی‌استیشن ۳، پلی‌استیشن همراه، پلی‌استیشن ویتا، پلی‌استیشن ۴ و پلی‌استیشن ۵ است که با بهره‌گیری از شبکه پلی‌استیشن در دسترس است.
این فروشگاه تنوعی از محتواهای قابل دانلود پولی و رایگان را داراست. این محتواها شامل بازی‌ها، محتوای افزوده، دمو بازی‌ها و والپیپر و پیش‌ پرده‌های فیلم‌ها یا بازی‌ها می‌شود.

## پیشینه
به دنبال بازخورد بسیاری از کاربران شبکه پلی‌استیشن، یک نسخه بازدیزاین‌شده از فروشگاه پلی‌استیشن در ۱۵ آوریل ۲۰۰۸ از طریق به‌روزرسانی میان‌افزار راه‌اندازی شد. دیزاین تازه به جای طراحی مبتنی بر وب فروشگاه پیشین، مبتنی بر سیستم‌عامل بود که فروشگاه را قادر می‌سازد اطلاعات را سریع‌تر پردازش کند.
یک به‌روزرسانی جزئی برای فروشگاه در کنفرانس مطبوعاتی سونی در E3 2009 منتشر شد. این به روز رسانی باعث می شود که صفحه بالا به طور منظم تصاویر (از جمله پیوندهای آنها) را بچرخاند و صداهای ناوبری را تغییر دهد.
طراحی دوباره عمده فروشگاه پلی استیشن در سپتامبر 2012 اعلام شد که ساختار ناوبری اصلاح شده و سیستم جستجوی جدید را به همراه داشت. فروشگاه جدید به منظور گردآوری محتوای بازی و ویدیویی ایجاد شده است و یافتن آنچه به دنبال آن هستند را برای کاربران آسان‌تر می‌کند. محتوا به جای دسته‌بندی‌های جداگانه برای مواردی مانند افزونه‌ها، تم‌ها و سایر محتوای قابل دانلود، در فهرست هر بازی ادغام می‌شود. جدیدترین طراحی بسیار کمتر بر روی متن متمرکز شده است و آثار هنری با وضوح بالا و انیمیشن های روان را برای محتوای ویژه ترکیب می کند. طراحی مجدد جدید در 22 اکتبر 2012 در اروپا راه اندازی شد. مدت کوتاهی پس از راه اندازی آن در بریتانیا، رابط فروشگاه به دلیل مشکلاتی مانند زمان بارگذاری طولانی و ناوبری کند به طراحی قدیمی بازگشت، در حالی که سایر کشورهای اروپایی این ویژگی را حفظ کردند. رابط جدید با وجود این مشکلات. طراحی مجدد در 2 نوامبر 2012 در آمریکای شمالی منتشر شد.
در ماه می 2020، فروشگاه پلی استیشن به دلایل امنیتی به طور نامحدود در چین به حالت تعلیق درآمد. در 2 مارس 2021، سونی اعلام کرد که در تاریخ 31 آگوست 2021، خرید و اجاره فیلم و نمایش تلویزیونی را از طریق فروشگاه پلی استیشن متوقف خواهد کرد.
در اواخر همان ماه، سونی همچنین اعلام کرد که ویترین های خود را برای بازی های پلی استیشن 3، پلی استیشن پرتابل و پلی استیشن ویتا در جولای و آگوست 2021 خواهد بست. تصمیم سونی برای غیرقابل دسترس کردن بسیاری از بازی های قدیمی خود برای خرید، انتقاد بسیاری را برانگیخت. نگرانی هایی در مورد برجسته کردن رویکرد ناشر نسبت به حفظ بازی، و همچنین محدودیت های رسانه های دیجیتالی، و پیامدهای بالقوه ضد مصرف کننده آن. چندین توسعه‌دهنده کوچک که عناوینی را برای PS Vita تولید می‌کردند، توسط سونی درباره بسته شدن فروشگاه پلی‌استیشن هشدار داده نشد، و برخی از آن‌ها مجبور شدند برای رسیدن به مهلت مقرر، بازی‌هایشان را آماده کنند، در حالی که برخی دیگر که بازی‌هایشان آماده نبود، تصمیم به لغو آن‌ها گرفتند. در نتیجه بازخورد منفی، سونی در 19 آوریل 2021 اعلام کرد که تصمیم خود را مبنی بر بستن فروشگاه های PS3 و Vita لغو کرده است و این فروشگاه ها را برای آینده قابل پیش بینی در دسترس قرار داده است، اگرچه فروشگاه PSP همچنان طبق برنامه ریزی اولیه در جولای بسته خواهد شد. 2، 2021. یک روز قبل از بسته شدن برنامه ریزی شده فروشگاه PSP، سونی دوباره برنامه های خود را تغییر داد و در عوض تصمیم گرفت به سادگی برنامه PlayStation Store را در سیستم غیرفعال کند و به بازی های دیجیتال PSP اجازه دهد برای خرید در سیستم های دیگر در دسترس باقی بمانند.
در 9 مارس 2022، پلی استیشن اعلام کرد که فعالیت های فروشگاه پلی استیشن در روسیه را در پاسخ به حمله روسیه به اوکراین در سال 2022 به حالت تعلیق درآورد.

## دسترسی
فروشگاه پلی استیشن در ۷۰ کشور در دسترس است.
| - آرژانتین - استرالیا - اتریش - بحرین - بلژیک - بولیوی - برزیل - بلغارستان - کانادا - شیلی - چین - کلمبیا - کاستاریکا - کرواسی - قبرس - جمهوری چک - دانمارک - اکوادور - السالوادور - فنلاند | - فرانسه - آلمان - یونان - گواتمالا - هندوراس - هنگ کنگ - مجارستان - ایسلند - هند - اندونزی - ایرلند - اسرائیل - ایتالیا - ژاپن - کویت - لبنان - لوکزامبورگ - مالزی - مالت - مکزیک | - هلند - نیکاراگوئه - نیوزلند - نروژ - عمان - پاناما - پاراگوئه - پرو - فیلیپین - لهستان - پرتقال - قطر - رومانی - عربستان سعودی - سنگاپور - اسلواکی - اسلوونی - آفریقای جنوبی - کره جنوبی - اسپانیا | - سوئد - سوئیس - تایوان - تایلند - ترکیه - اوکراین - امارات متحده عربی - انگلستان - ایالات متحده - اروگوئه |

کشوری که شبکه پلی‌استیشن به طور رسمی در دسترس هستند، اما فروشگاه به ارز جهانی (USD/EUR) است، نه به واحد پول محلی.

## دسترسی و نسخه‌ها
این فروشگاه از طریق یک نماد در XrossMediaBar در پلی استیشن 3 و پلی استیشن پرتابل، از طریق منوی پویا در پلی استیشن 4 و یک نماد در LiveArea در پلی استیشن ویتا قابل دسترسی است. این سرویس همچنین به صورت آنلاین از طریق وب سایت Sony Entertainment Network در دسترس است.
برای دسترسی به فروشگاه پلی استیشن به یک حساب اصلی نیاز است. گزارشی از تمام موارد خریداری شده قبلی، که به عنوان "فهرست دانلود" شناخته می شود، فعالیت دانلود کامل هر حساب فروشگاه پلی استیشن را ثبت می کند. یک کاربر مهمان می‌تواند از فهرست دانلود حساب اصلی خود برای دانلود محتوای رایگان یا خرید محتوا در کنسول دیگری استفاده کند. با این حال، یک حساب تنها می تواند در حداکثر دو کنسول استفاده شود. این قبلاً پنج بود، اما از نوامبر 2011، سونی این مقدار را به دو کاهش داد. برای دسترسی به فروشگاه پلی استیشن باید جدیدترین سیستم عامل روی کنسول نصب شده باشد. هر حساب اصلی با یک "کیف پول" مجازی آنلاین مرتبط است که می توان به آن وجوه اضافه کرد. پس از خرید از فروشگاه، این کیف پول نقد می شود. پول را می توان از طریق سیستم های پرداخت مختلف به کیف پول اضافه کرد، اگرچه برخی از آنها در همه کشورها در دسترس نیستند.
تمام خریدها در فروشگاه پلی استیشن به ارز محلی کاربر و با استفاده از یک سیستم «کیف پول» انجام می‌شود که به موجب آن وجوه به کیف پول اضافه می‌شود - چه به صورت اسمی یا مبلغی که توسط قیمت تراکنش فعلی دیکته می‌شود - سپس از کیف پول حساب برداشت شود. کاربر خرید می کند، وجوه اضافه شده به فروشگاه PS غیر قابل استرداد است.
کاربر می تواند به روش های مختلفی وجوه به کیف پول خود اضافه کند که رایج ترین آنها از طریق کارت اعتباری یا بدهی است. کاربران در بسیاری از مناطق همچنین می‌توانند کارت‌ها یا بلیط‌های شبکه پلی‌استیشن را با اسم‌های مختلف از خرده‌فروش‌ها از جمله سوپرمارکت‌ها یا فروشگاه‌های بازی‌های ویدیویی خریداری کنند. این وجوه زمانی در فروشگاه پلی استیشن بازخرید می شود که کاربر کد 12 رقمی منحصر به فرد موجود در کارت را در فروشگاه پلی استیشن وارد کند. خود نینتندو بعداً این سیستم ارزی را برای فروشگاه اینترنتی بعدی خود پذیرفت. با این حال، حساب فروشگاه قفل منطقه‌ای است و معمولاً فقط کارت اعتباری را می‌پذیرد که در آن صورت‌حساب می‌شود و کارت‌های شبکه پلی‌استیشن خریداری شده از همان کشور در طول فرآیند ثبت‌نام انتخاب شده‌اند، که پس از آن قابل تغییر نیستند.

### پلی‌استیشن ۳
فروشگاه پلی استیشن در 11 نوامبر 2006 در پلی استیشن 3 راه اندازی شد. چهار نسخه مختلف از فروشگاه بر روی این پلتفرم وجود دارد: آسیا، اروپا (از جمله اقیانوسیه و خاورمیانه)، ژاپن و آمریکای شمالی (از جمله آمریکای جنوبی).

### پلی‌استیشن قابل حمل
فروشگاه پلی استیشن از اکتبر 2008 با به روز رسانی سیستم عامل 5.00 در پلی استیشن قابل حمل پشتیبانی می شد. صفحه اصلی فروشگاه پلی استیشن در PSP در 31 مارس 2016 بسته شد، در حالی که خریدهای درون برنامه ای پس از بسته شدن فروشگاه همچنان در دسترس بودند. عملکرد PS Store در PSP در 2 ژوئیه 2021 به طور کامل بسته شد.

### پلی‌استیشن ویتا
فروشگاه پلی استیشن در 17 دسامبر 2011 بر روی پلی استیشن ویتا راه اندازی شد و از طریق یک نماد در LiveArea قابل دسترسی است. از دسامبر 2016، تمام بازی‌های ویتا نیز برای دانلود دیجیتالی در شبکه پلی‌استیشن از طریق فروشگاه در دسترس قرار گرفتند، اگرچه همه بازی‌ها به صورت فیزیکی منتشر نمی‌شوند. چهار نسخه مختلف از فروشگاه پلی استیشن وجود دارد: آسیا، اروپا (از جمله اقیانوسیه و خاورمیانه)، ژاپن و آمریکای شمالی. هیچ محلی سازی فروشگاه پلی استیشن ویتا در چین و آمریکای جنوبی وجود ندارد.

### پلی‌استیشن ۴
نسخه پلی استیشن 4 از فروشگاه پلی استیشن در 15 نوامبر 2013 به همراه کنسول در آمریکای شمالی و در 29 نوامبر در بیشتر کشورهای اروپا با کنسول دو هفته پس از عرضه در آمریکای شمالی منتشر شد. نسخه PS4 فروشگاه PS از همان طراحی و رابط کاربری مشابه نسخه قبلی خود یعنی ویترین پلی استیشن 3 استفاده می کند. با این حال، طرح رنگ تغییر کرده است تا با تم کنسول هماهنگی داشته باشد و از سیاه به آبی تغییر کند.

### مرورگر اینترنت
در ژانویه 2013، فروشگاه پلی استیشن از طریق مرورگر اینترنت در دسترس قرار گرفت. کاربران می توانند محتوای پلی استیشن 3، پلی استیشن 4، پلی استیشن ویتا و پلی استیشن پرتابل را از طریق فروشگاه آنلاین خریداری کنند، سپس آن را از طریق دستگاه های مربوطه خود دانلود کنند (یا در صف دانلود قرار دهند). در اکتبر 2015، گزینه "لیست آرزوها" اضافه شد. در 15 اکتبر 2020، در انتظار عرضه پلی استیشن 5، سونی اعلام کرد که کاربران دیگر نمی توانند محتوای PS3، PSP و PS Vita و آواتارها، تم ها و برنامه های PS4 را از طریق دسکتاپ مرور، خرید و دانلود کنند. نسخه های موبایل فروشگاه پلی استیشن.

### پلی‌استیشن ۵
نسخه پلی‌استیشن ۵ پلی استیشن استور در 12 نوامبر 2020 به همراه کنسول در آمریکای شمالی، استرالیا، نیوزلند، ژاپن و کره جنوبی و در 19 نوامبر 2020 در دیگر منطقه‌های جهان (به استثنای چین) با کنسول هفت روز پس از عرضه در آمریکای شمالی و ژاپن.

## مسئله‌های حقوقی
پیش از سال 2019، سونی به فروشندگان شخص ثالث مانند آمازون و وال مارت اجازه داده بود تا کدهای بازخرید بازی های ویدیویی را برای فروشگاه پلی استیشن بفروشند. سونی این ویژگی را در آوریل 2019 حذف کرد، بنابراین فروشندگان شخص ثالث فقط می توانند ارز مجازی را برای فروشگاه پلی استیشن بفروشند. در می 2021، یک شکایت دسته جمعی در دادگاه منطقه ای ایالات متحده برای ناحیه شمالی کالیفرنیا مطرح شد که ادعا می کرد به دلیل اینکه سونی انحصار فروشگاه پلی استیشن را حفظ می کند، حذف فروش شخص ثالث قوانین ضد تراست را نقض می کند. دومین شکایت دسته جمعی در همان ماه مطرح شد که ادعا می کرد تصمیم سونی برای حذف فروش شخص ثالث منجر به هزینه بیش از حد میلیاردها دلار از مصرف کنندگان شده است.